# Stolperstein in Apeldoorn
De Stolperstein in Apeldoorn is de enige Stolperstein in de gemeente Apeldoorn in de Nederlandse provincie Gelderland. Hij ligt in het dorp Beekbergen en is opgedragen aan Willem van Biene (1902-1941), handelsreiziger en kantoorbediende. De steen werd geplaatst in het kader van het Stolpersteine-project van de Duitse beeldhouwer-kunstenaar Gunter Demnig.
Stolpersteine zijn opgedragen aan slachtoffers van het nationaalsocialisme, al diegenen die zijn verdreven, gedeporteerd, vermoord, gedwongen te emigreren of zelfmoord te plegen door het naziregime. Demnig legt voor elk slachtoffer een aparte steen, meestal voor de laatste zelfgekozen woning.
Omdat het Stolpersteine-project doorloopt, kan deze lijst onvolledig zijn.
In Apeldoorn zijn ook "herdenkingsstenen" geplaatst die afwijken van de Stolpersteine.

## Beekbergen
Er ligt een Stolperstein in Beekbergen, een dorp en voormalige gemeente in de gemeente Apeldoorn.
| Afbeelding | Inscriptie                                                                            | Adres      | Herdachte persoon            |
| ---------- | ------------------------------------------------------------------------------------- | ---------- | ---------------------------- |
|            | HIER LIEP WILLEM VAN BIENE GEB. 1902 GEDEPORTEERD 1941 VERMOORD 17.10.1941 MAUTHAUSEN | Kerkweg 22 | Willem van Biene (1902-1941) |

## Plaatsing
De plaatsing werd op 23 april 2018 door de kunstenaar zelf uitgevoerd. De dochter van Willem van Biene was aanwezig.